# Breakout (Swing Out Sister)
Breakout is een nummer van de Britse band Swing Out Sister uit 1987. Het is de tweede single van hun debuutalbum It's Better to Travel.
"Breakout" was het tweede nummer dat Swing Out Sister uitbracht, en leverde de band (na de geflopte single "Blue Mood") een internationale doorbraak op. Het nummer bereikte de 4e positie in thuisland het Verenigd Koninkrijk. In de Nederlandse Top 40 was het goed voor een bescheiden 30e positie, terwijl in de Vlaamse Radio 2 Top 30 de 17e positie werd gehaald.